# Fundação Padre Anchieta
A Fundação Padre Anchieta é uma fundação brasileira que desenvolve atividades de radiodifusão pública e educativa, sediada em São Paulo. É a proprietária e gestora da TV Cultura e das rádios Cultura FM e Cultura Brasil. É membro associado da União Europeia de Radiodifusão.

## História
Instituída pelo governo do estado de São Paulo em 26 de setembro de 1967, Fundação Padre Anchieta é uma fundação governamental, ou seja, entidade de direito público que goza de autonomia intelectual, política e administrativa. Suas atividades são mantidas por meio de:
- repasses orçamentários governamentais, validados pelo Governador e Assembleia Legislativa;
- recursos financeiros obtidos junto à iniciativa privada através de apoios culturais e veiculação de propagandas;
- parcerias com outras rádios e televisões;
- Licenciamento para vendas de vídeos e produtos registrados em nome da instituição.

As emissoras da Fundação Padre Anchieta têm como meta oferecer programação de interesse público, sem comprometimento com interesses comerciais ou com a administração pública.
Os recursos públicos repassados para a TV Cultura (grosso do orçamento da Fundação) foram de R$ 74,7 milhões em 2006, enquanto R$ 36,2 milhões tiveram origem privada (de patrocinadores e parceiros).
Em 2024, se acirraram uma série de conflitos entre o governo do estado de São Paulo, liderado por Tarcísio de Freitas e a Fundação. Em abril, o governo fez um contingenciamento de 13 milhões do orçamento, sob protestos da fundação. No mesmo mês, a base do governador protocolou uma CPI para apurar eleição para o Conselho Curador e analisar gastos da Fundação, que foi vista pela direção como um ataque político.
Os atritos seguiram por meses até que, em uma reunião em novembro, Tarcísio enfatizou que queria eficiência e que "não tem orçamento hoje" para aumentar a receita da fundação. O governador teria dito ainda que contava com a Fundação para obter recursos junto a terceiros, setor privado, Lei Rouanet e "outras coisas mais".
No mesmo período, foram relatadas demissões e a suspensão de gravação de programas. A oposição, especialmente frente à sugestão de busca de recursos externos, acusa Tarcísio de sucatear a empresa para privatizá-la. Mesmo funcionários apresentaram oposição a essas medidas, argumentando que o orçamento do estado permitiria tais esforços.
As tensões da relação entre o governo e a Fundação seguiram se acirrando. Em novembro, a Fundação passou a buscar apoio para mudar a proposta de orçamento sem custeio de Tarcísio. Em dezembro, o deputado estadual bolsonarista Lucas Bove foi eleito nesta terça-feira para o conselho da Fundação Padre Anchieta, responsável por administrar a TV Cultura. O mandato é de dois anos. Ele foi escolhido pela Comissão de Educação da Assembleia Legislativa, que tem direito a um assento na instância.

## Conselho curador
O Conselho Curador da Fundação Padre Anchieta é composto por 47 membros, sendo: três vitalícios, vinte natos, vinte e três eletivos, um representante dos empregados da Fundação. São vitalícios os três membros designados conforme o estabelecido na escritura de doação do Solar Fábio Prado à Fundação Padre Anchieta, por Dona Renata Crespi da Silva Prado.
São membros natos:
- 1. o Presidente da Comissão de Educação da Assembleia Legislativa do Estado de São Paulo;
- 2. o Presidente da Comissão de Cultura da Assembleia Legislativa do Estado de São Paulo;
- 3. o Secretário de Estado da Cultura;
- 4. o Secretário de Estado da Educação;
- 5. o Secretário de Estado dos Negócios da Fazenda;   ABRIL / 2009  4
- 6. o Secretário da Educação do Município de São Paulo;
- 7. o Secretário da Cultura do Município de São Paulo;
- 8. o Reitor da Universidade de São Paulo;
- 9. o Reitor da Universidade Estadual de Campinas;
- 10. o Reitor da Universidade Estadual Paulista "Júlio de Mesquita Filho";
- 11. o Reitor da Pontifícia Universidade Católica de São Paulo;
- 12. o Reitor da Universidade Mackenzie;
- 13. o Presidente do Conselho Estadual de Educação;
- 14. o Presidente do Conselho Estadual de Cultura;
- 15. o Presidente da Fundação de Amparo à Pesquisa do Estado de São Paulo;
- 16. o Presidente da Sociedade Brasileira para o Progresso da Ciência;
- 17. o Presidente da União Brasileira de Escritores;
- 18. o Presidente da Associação Brasileira de Mantenedoras do Ensino Superior ou representante especialmente credenciado;
- 19. o Presidente da União Estadual dos Estudantes;
- 20. o Coordenador Geral do Pensamento Nacional das Bases Empresariais ou representante especialmente credenciado.

Os 23 membros eletivos serão eleitos pela maioria absoluta do Conselho Curador dentre personalidades de ilibada reputação e notória dedicação à educação, à cultura ou a outros interesses comunitários. Os membros eleitos exercerão o mandato por um triênio, renovada anualmente a composição da categoria pelo terço e permitida uma reeleição.
Os administradores da Fundação deverão ser brasileiros natos, sendo sua investidura nos respectivos cargos precedida de expressa aprovação pelo Ministério das Comunicações. A cada três anos, o conselho curador elege um novo presidente para a fundação. O atual presidente é José Roberto Maluf, no cargo desde 13 de junho de 2019.

## Ativos

### Rádio
- Rádio Cultura Brasil
- Cultura FM

### Televisão
- TV Cultura
- TV Educação
- TV Rá-Tim-Bum
- Univesp TV

### Licenciamento
- Cultura Marcas